# Darłowo (gmina wiejska)
Darłowo – gmina wiejska w województwie zachodniopomorskim, w północno-zachodniej części powiatu sławieńskiego. 
Według danych z 31 grudnia 2013 r. gmina miała 8030 mieszkańców. Gminę zamieszkuje 13,9% ludności powiatu.
Siedzibą gminy jest miasto Darłowo, które nie wchodzi w skład gminy (jest osobną gminą miejską).
Miejsce w województwie (na 114 gmin):

powierzchnia 26., ludność 51.

## Położenie
Według danych z 1 stycznia 2014 powierzchnia gminy wynosi 269,45 km². Gmina stanowi 25,9% powierzchni powiatu.
Gmina leży na Równinie Słupskiej i Wybrzeżu Słowińskim nad Morzem Bałtyckim. Tereny leśne zajmują 22% powierzchni gminy, a użytki rolne 58%.
W latach 1975–1998 gmina położona była w województwie koszalińskim.
Sąsiednie gminy:
- Darłowo (miejska), Malechowo, Postomino i Sławno (powiat sławieński)
- Mielno i Sianów (powiat koszaliński).

## Historia
Gmina Darłowo (pocz. gmina Darłów) powstała po II wojnie światowej na terenie tzw. Ziem Odzyskanych (tzw. III okręg administracyjny – Pomorze Zachodnie). 25 września 1945 gmina – jako jednostka administracyjna powiatu sławieńskiego – została powierzona administracji wojewody gdańskiego, po czym z dniem 28 czerwca 1946 została przyłączona do woj. szczecińskiego. 6 lipca 1950 gmina wraz z całym powiatem sławieńskim weszła w skład nowo utworzonego woj. koszalińskiego. Po wojnie siedziba gminy znajdowała się we wsi Kowalewice Stare.
Według stanu z 1 lipca 1952 gmina składała się z 19 gromad: Barzowice, Bobolin, Borzyszkowo, Cisowo, Domasławice, Kopań, Kopnica, Kowalewice, Kowalewiczki, Krupy, Nowy Jarosław, Rusko, Sińczyca, Stary Jarosław, Sulimice, Zagórzyn, Zakrzewo, Zielnowo i Żukowo Morskie. Gmina została zniesiona 29 września 1954 wraz z reformą wprowadzającą gromady w miejsce gmin.
Gminę Darłowo o podobnym składzie przywrócono 1 stycznia 1973 wraz z kolejną reformą reaktywującą gminy. 15 stycznia 1976 roku do gminy Darłowo włączono obszary sołectw: Słowinko i Słowino z gminy Malechowo. 2 lutego 1991 roku dokonano podziału wspólnych organów władzy samorządowej dla miasta Darłowa i gminy wiejskiej Darłowo.

## Przyroda i turystyka
W gminie znajdują się 2 duże nadmorskie jeziora: Bukowo i Kopań. Przez gminę przepływają dwie rzeki dostępne dla kajaków: Wieprza i Grabowa, które uchodzą do morza w Darłowie. Przez gminę prowadzą szlaki turystyczne: czerwony "Nadmorski" wzdłuż całego wybrzeża i niebieski z Darłowa do Sławna. 
Na terenie gminy znajduje się Uzdrowisko Dąbki, obejmujące sołectwa: Dąbki, Bobolin, Bukowo Morskie, Porzecze, Żukowo Morskie.

## Komunikacja
Droga krajowa nr 37 o długości ok. 14,5 km łączy port morski w Darłowie i jego nadmorską dzielnicę – Darłówko z centrum miasta, a dalej po najkrótszej możliwej trasie przez Domasławice i Słowino z drogą nr 6 w okolicy Karwic
Przez gminę Darłowo prowadzą drogi wojewódzkie: nr 203 łącząca Darłowo z Koszalinem (37 km) i przez Postomino (22 km) z Ustką (38 km) oraz nr 205 do Darłówka (3 km) i Sławna (22 km) i dalej do Bobolic (80,5 km).
Darłowo uzyskało połączenie kolejowe w 1878 r. po doprowadzeniu linii z Korzybia przez Sławno. W 1991 r. cała linia została zamknięta, a w 2005 r. odcinek Sławno - Darłowo ponownie otwarty. Przez południową część gminy prowadzi linia kolejowa Stargard - Wejherowo (otwarta w 1869 r.). Obecnie w gminie czynne są 3 stacje: Sińczyca, Nowy Jarosław na trasie Darłowo - Sławno i na trasie Szczecin - Gdańsk Wiekowo.
W gminie czynny jest jeden urząd pocztowy: Dąbki (nr 76-156). Gminę obsługują także urzędy pocztowe w Darłowie.

## Demografia

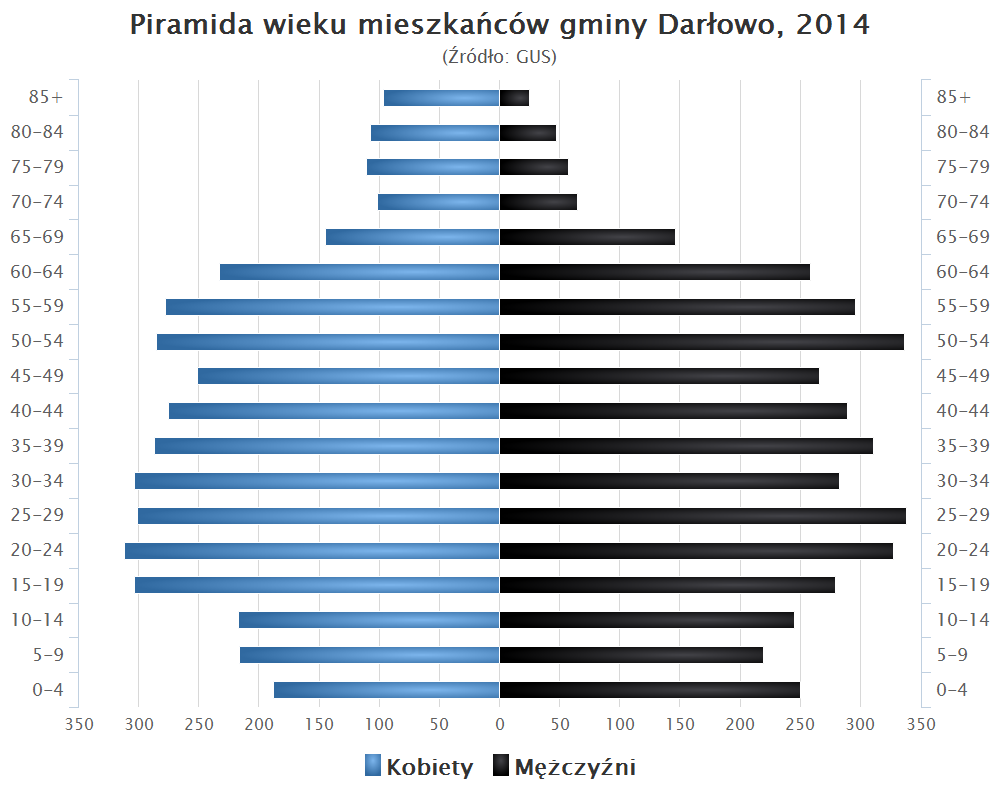
Piramida wieku mieszkańców gminy Darłowo w 2014 roku

## Zabytki
- gotycki kościół w Barzowicach pw. św. Franciszka z Asyżu
- gotycki kościół w Bukowie Morskim pw. Najświętszego Serca Pana Jezusa (polskokatolicki)
- kościół w Cisowie z gotycką wieżą (XV w.)
- kościół w Dobiesławiu (XV w.)
- kościół w Domasławicach
- kościół w Jeżycach
- kościół w Kowalewicach
- kościół w Krupach (2. połowa XVII w.)
- park dworski w Palczewicach
- kościół w Starym Jarosławiu XIX w.
- kościół w Słowinie (odbudowany w latach 70. XX w.)

## Administracja
W 2016 r. wykonane wydatki budżetu gminy wiejskiej Darłowo wynosiły 52,2 mln zł, a dochody budżetu 47,2 mln zł. Zobowiązania samorządu (dług publiczny) według stanu na koniec 2016 r. wynosiły 12,4 mln zł, co stanowiło 26,2% poziomu dochodów.

## Podział administracyjny
W skład gminy wchodzi 31 sołectw: Barzowice, Bobolin, Boryszewo, Bukowo Morskie, Cisowo, Dąbki, Dobiesław, Domasławice, Drozdowo, Gleźnowo, Jeżyce, Jeżyczki, Kopań, Kopnica, Kowalewice, Krupy, Nowy Jarosław, Palczewice, Pęciszewko, Porzecze, Rusko, Sińczyca, Słowino, Stary Jarosław, Sulimice, Wicie, Wiekowice, Wiekowo, Zakrzewo, Zielnowo i Żukowo Morskie.

## Miejscowości
WsieBarzowice, Bobolin, Boryszewo, Bukowo Morskie, Cisowo, Dąbki, Dobiesław, Domasławice, Drozdowo, Gleźnowo, Jeżyce, Jeżyczki, Kopań, Kopnica, Kowalewice, Kowalewiczki, Krupy, Nowy Jarosław, Nowy Kraków, Palczewice, Porzecze, Rusko, Sińczyca, Słowino, Stary Jarosław, Sulimice, Wicie, Wiekowice, Zagórzyn, Zakrzewo, Zielnowo i Żukowo Morskie
OsadyBorzyszkowo, Czarnolas, Darłowiec, Dąbkowice, Gleźnówko, Gorzebądz, Gorzyca, Kępka, Leśnica, Pęciszewko, Różkowo, Słowinko, Trzmielewo, Wiekowo
Dawne miejscowościSpławie